# Adoxia fuscifrons
Adoxia fuscifrons es un coleóptero de la familia Chrysomelidae. Fue descrita científicamente por primera vez en 1910 por Broun.